# ワギャンランド
『ワギャンランド』は、ナムコ（後のバンダイナムコエンターテインメント）が1989年2月9日に発売したファミリーコンピュータ用のアクションゲーム、およびそのシリーズ作品名。「ナムコット ファミリーコンピュータゲームシリーズ」第50弾。
主人公は1987年に同社より発表された『エレメカ』に登場する「ワギャン」。音波で攻撃するが敵を倒すことはできない、ボス戦はしりとりや神経衰弱といったミニゲームで行うなど、特徴的なキャラクターとゲームシステムが人気を集め、続編が数タイトル発売された。

## 関連作品一覧
過去に発売された「ワギャンランド」シリーズは以下の通り。
- iアプリ版とS!アプリ版は「ナムコ・ゲームス（旧・アプリキャロット ナムコ）」で、EZアプリ (BREW) 版は「ナムコEZゲームス」で配信中。
- 下記にある「バーチャルコンソール（VC）用ソフトとして配信」のうち、Wii用については2019年1月31日をもって配信終了。現在は新規購入不可（既に購入済のものについては、当面は再ダウンロード可能）。
- 『ワギャンランド』
  - ファミコン 1989年2月9日発売
    - 2008年9月、WiiのVC用ソフトとして配信。
    - 2014年5月、Wii Uのバーチャルコンソール用ソフトとして配信された。
    - 2020年6月、Nintendo Switchソフト『ナムコットコレクション』に収録（ダウンロード版はコレクション棚とのセットとして無料で入手可能）。

  - ゲームギア 1991年7月26日発売 - ストーリー上は第一作の続編。
- 『ワギャンランド2』
  - ファミコン 1990年12月14日発売
    - 2015年11月、Wii Uのバーチャルコンソール用ソフトとして配信された。
- 『スーパーワギャンランド』
  - スーパーファミコン 1991年12月13日発売
    - 2009年6月、WiiのVC用ソフトとして配信。
    - 2013年9月、Wii Uのバーチャルコンソール用ソフトとして配信された。

  - iアプリ 2005年3月1日配信開始
  - S!アプリ 2005年4月13日配信開始
  - EZアプリ 2005年10月19日配信開始
- 『ワギャンランド3』
  - ファミコン 1992年12月8日発売
- 『スーパーワギャンランド2』
  - スーパーファミコン 1993年3月25日発売
- 『ワギャンパラダイス』
  - スーパーファミコン 1994年12月16日発売
- 『メガ・ワギャンランド』
  - S!アプリ 2005年8月12日配信開始[2]
- 『ひらめきアクション ちびっこワギャンの大きな冒険』
  - ニンテンドーDS 2009年1月29日発売

また、公式のシリーズ作品ではないがカタログIPオープン化プロジェクトにて許諾された作品について以下に記載する。
- 『ワギャンってこんなに弱かったっけ』
  - iOS, Android 2015年12月18日配信開始（配信元:ZZYZX）
    - 2017年11月07日をもってサービス終了[3]。
- 『ワギャンのパネルしりとり』
  - iOS, Android 2016年4月17日配信開始（配信元:UeharaLabo）
    - 2020年3月31日をもってサービス終了。
- 『ワギャン しりとりで勝負だ！』
  - iOS, Android 2016年5月16日配信開始（配信元:株式会社ステアシステム）
    - 2020年3月31日をもってサービス終了。

## ゲームの概要
恐竜とロボットを掛け合わせたような外見を持つ緑色の不思議な生物「ワギャン」を操作し、マッドサイエンティストの「Dr.デビル」に征服された故郷の島「ワギャンランド」を取り戻すため、様々なステージをクリアしていくアクションゲーム。右方向に進み終点を目指す横スクロール式のステージがほとんどだが、一部には左方向や縦方向に進むステージも含まれる。各ステージの最後に待ち受けるボスキャラクターとはしりとりや神経衰弱など知恵比べの要素が強いミニゲームで対戦を行う。
ワギャンは口から発する「ワッ」「ギャー」といった声による音波攻撃を行うことで敵をしびれさせることができる。音波で敵を倒すことはできないものの、しびれている敵は上に乗ることができ、足場として利用できる。ステージ内に配置されている拡声器のような「ワギャナイザー」を取るたびに、ワッ→ギャ→ガー→ギャーと、音波も大きくなり、しびれさせる時間も長くなる。ワギャナイザーを4つ集めると一定時間移動速度が上がり体当たりで敵を退治できる無敵状態になる。また、最終面では、多くの場合、敵を倒す音波を撃てる「スーパーワギャナイザー」、自在に空を飛べる「ワギャコプター」、Dr.デビルとの戦いの際に4つの勝負（しりとり、神経衰弱、モザイク当て、数字探し）のうち1つ選んで取り止めにできる「おまもり」など、いくつかのアイテムが登場し、そのうち1つを選んで入手することができる。
このゲームには体力やライフといった概念は無く、ワギャンは敵や罠に触れてしまうとすぐにミスとなってしまう。しかしジャンプ能力は高く設定されており、またステージ構成も複雑でないためアクションゲームとしての難易度はやや低めである。加えてキャラクターのかわいらしさ、明るい雰囲気のゲーム画面や音楽、反射神経よりも知力やひらめきを要求するミニゲームなどの要素から、当時のテレビゲームのメインユーザーだった男児だけでなく、女児を中心とした女性層からの支持も得た。
日本では幅広い層から支持を集めたこのゲームシリーズではあったが、海外では発売されなかった。その理由として日本独自の言葉遊びをコンピュータゲーム化した「しりとり」を海外向けに作り直すことが困難だった点が挙げられる。このしりとりゲームはミニゲーム扱いとはいえ作品中で重要な位置を占めており、ワギャンランドシリーズを代表する要素の1つでもあった。

## シリーズ各作品の特徴

### ワギャンランド
シリーズ第1作。アクションシーンはジャンプと音波攻撃を駆使して進む。しかしボスキャラクターとの対戦をアクションではなくミニゲームで行う。また、背景は単純な線と明るい色使いで描かれている。
この作品のボス戦の曲は、『ワギャンランド2』のボス戦のBGMとともに『スーパーワギャンランド』でも使用されていて、『ワギャンランド』のものが流れるのはこの作品のミニゲーム同様、しりとりと神経衰弱の時である。
またこの作品の無敵状態のBGMも、DS版（後述）でのワールド4のステージBGMの前半部分としても使われている。
ファミコン版はラスボス戦までは非常にバランスの良いゲームとなっているが、ラスボス戦のしりとりに限っては解答数ノルマと制限時間があり非常に高難易度。
一度クリアしてエンディングを迎えると、更に難易度が高い『裏』モードへチャレンジできる。『裏』モードはタイトルロゴの色が通常「赤～紫」系色に対し「水～青」系色になることで確認可能。『表』と『裏』モードの違いは主にワギャコプター等のアイテムが入手できなくなっている点、ラストボスであるDr.デビルの会話の内容、クリア後のスタッフロールが登場するキャラクターの名前紹介となっている。
1991年にはゲームギア版も発売された。ゲーム内容はファミコン版と同一ではなく、ストーリーもDr.デビルが再度ワギャンランドを襲ったという設定になっている。『ワギャンランド2』より後の発売となったこと、液晶画面に残像が残りアクションゲームには向かないという当時の携帯型ゲーム機での利用を考慮し、ステージ構成の変更や差し替え、アクションシーンで使用できるパワーアップアイテム数種と、ミニゲームで制限時間を止められるアイテム「砂時計」の追加がなされた。ワギャンランドシリーズにはジャンプした際にジャンプボタンを押しっぱなしにしておくと下降がほんの僅かだが緩やかになる特徴があるが、ゲームギア版ではそれが無い。

### ワギャンランド2
シリーズ第2作。シリーズ通算第2作目。雲や湖の上を渡る特殊ステージの登場、パワーアップアイテムの採用など、アクションシーンも変化に富むものとなっている。ミニゲームには新たに「数さがし」「音神経衰弱」「パネルじゃんけん」が加わった。しかし数探しを除く2ゲームは本作のみの登場であり、後の作品には採用されていない。なお、この作品の主人公はワギャンの息子であるワギャン2世だとされている。また、この作品のラストバトル戦のBGMは、『スーパーワギャンランド』のラストバトル戦のBGMとしても採用されている。ボス登場のBGMも同じく『スーパーワギャンランド』で採用されている。ボス戦のBGMは『スーパーワギャンランド』の他、DS版（後述）でも採用されている。またこの作品の無敵状態のBGMも、『スーパーワギャンランド』での無敵状態のBGMとして採用されており、DS版（後述）でのワールド4のステージBGMの後半部分としても使われている。なお前半部分が『ワギャンランド』、後半部分が『ワギャンランド2』のメドレーBGMとなっている。
この作品のみ2人プレイが可能であるが、ミス毎による交代式となっており同時プレイや協力プレイ等は不可。
本作および前作では、ワープゾーンや出口で上下いずれを選ぶか、など、ルートをある程度選択できるが、以後の作品ではそれらは無くなった。

### スーパーワギャンランド
ナムコ初のスーパーファミコン用作品。シリーズ通算第3作目。グラデーションを多用した立体的なグラフィックにステレオ化された音声など、上位機種への変更に沿った表現方法の向上が図られている。ミニゲームにはスーパーファミコンの機能を活用した「モザイク当て」が新たに加わり、以前の数さがしは「数字探し」に名前が変更された。
前2作からボスキャラクターやステージ構成、BGMの引用がされているため、内容は新作というよりも総集編の趣きが強い。シリーズで初めてパスワードコンティニューと難易度（本作のみ3段階で以後は2段階）設定が採用され、一度クリアしたステージを再度選択することが可能となり後の作品にも定着した。
本作以降はファミコン版『ワギャンランド』および『ワギャンランド2』にあったルート選択やワープゾーンが無くなり一本道となった。また、しりとりで「ん」で終わるパネルを選ぶと負けになるルールが追加された。
この作品のみ難易度不問で全ステージで必ずボス対決がある。

### ワギャンランド3
ファミコン版シリーズ第3作。シリーズ通算第4作目。舞台はワギャンランドから、ワギャン族の遠い親戚に当たる「ヒソピソ族」が住む宇宙都市に変わる。宇宙が舞台ということでジャンプ力が異常に高かったり、天地が反転していたりと重力を仕掛けに利用したステージが多いのが特徴。ボスキャラクターとのミニゲームをプレイヤー同士で遊ぶ対戦モードが初登場した。
また本作のエピローグがそのままスーパーワギャンランド2のプロローグへとつながるようになっている。

### スーパーワギャンランド2
スーパーファミコン版シリーズ第2作。シリーズ通算第5作目。『ワギャンランド3』のエピローグからそのままの流れで本作のストーリーが展開する。一度クリアしたステージにも再度足を運んだり、「特殊装備」といったアイテムを駆使しての攻略など、広大な冒険が展開される。アクションシーンには『ワギャンランド3』と同様に重力を利用したステージや、今作初登場のステージでは、十字キーの押した方向に一定距離動く特殊な操作のロケットブースターで敵をひたすらかわしながら空を行くステージ、特殊装備のひとつ「水中モーター」を使って文字通り水中を進むステージ、小さなキャラクタを操作するステージといった変わり種が盛り込まれ、また、ミニゲームには新たに「ローマ字当て」と「早押ししりとり」が加わった。なお、この作品のみDr.デビルが味方になった。本作では裏ルート経由で、本来進むべき表ルートをある程度飛ばすことができ、この辺はファミコン版『ワギャンランド』および『ワギャンランド2』に近い。ただし、真のエンディングを見るためには双方クリアしなければならない。

### ワギャンパラダイス
以前までの作品から数世代後の世界という設定のシリーズ。シリーズ通算第6作目。主人公はワギャンから「タクト」と「カリン」の兄妹に、敵キャラクターは地底世界の住人である「ナマーズ族」に交代した。ステージ間に挿入されるデモシーンでは、島に発生した異変の原因を探る2人の冒険が文章で展開される。
タクトやカリンをはじめとしたキャラクターデザインは以前のワギャンシリーズよりも丸みを帯び、ゲーム中のグラフィックも黒い線で縁取りされたキャラクターにパステルカラーを多用した柔らかい色合いの背景で構成されるなど、スーパーファミコン版前2作と比較すると対照的な物となった。
2人対戦モードではミニゲームで相手に勝てば先に進めるすごろく形式となっており、ミニゲームは全部で11種類が用意されている。
ミニゲームは一新され、制限時間内に規定数の問題を解くという知能検査に近い内容の物に変更された。

### メガ・ワギャンランド
S!アプリ版『スーパーワギャンランド』を拡張したような内容。ワールドマップや一部エリアが同一であり、ミニゲームも同じ「神経衰弱」「しりとり」「数字探し」の3種類である。S!アプリ版スーパーワギャンランドではボスがDr.デビルのみだったが、今作ではDr.デビル以外のボスも登場する。
全般的にスーパーファミコン版『スーパーワギャンランド』に似ているが、しりとりの絵柄などは大幅に異なり、主なものではケータイやプリンターなどが追加されている。また新登場のボスが存在するなど細かな新要素がある。

### ひらめきアクション ちびっこワギャンの大きな冒険
『ワギャンパラダイス』以来14年振りとなるシリーズ最新作。シリーズ通算第7作目。携帯ゲーム機であるニンテンドーDS対応。BGMは、これまでの作品のアレンジが多くを占めている。キャラクターはワギャンやDr.デビルをはじめ新たなキャラクターも登場する。キャッチコピーは「「ゆびさき」と「あたま」のスッキリ体操!」。
従来作からの変更点としては音波砲で動きを止めていない状態での敵との接触はいかなる場合も例外なくアウト（＝ミス）となっていたが、敵の頭上に乗る形であった場合のみセーフとなっておりそれ以外の方向（横や下）は従来通りアウトとなる。ただしすべての敵の頭の上がセーフというわけではなく、例えば「全身トゲで覆われた」ような敵や「火の玉」といった明らかに見た目通り触れたらアウトとなる敵もいる。また動いている敵の頭上に乗ってその敵を乗り物代わりにして先へ進むというエリアもある。

## 主な登場キャラクター
ワギャン2世、ビッグプロトワギャン、微笑みの木を除く『ワギャンランド2』の登場人物およびワギャンの妻は公式な名称が無いため、便宜的につけた仮称である。また、『ワギャンランド2』のみ登場する人物の説明文で単に「微笑みの木」と書いてあるものは「微笑みの木（『ワギャンランド2』）」をさす。
なお、ストーリーの時系列順でいうと、『ワギャンランド』→『スーパーワギャンランド』→『ワギャンランド3』→『スーパーワギャンランド2』→『ワギャンランド2』→『ワギャンパラダイス』という順番である。

### ワギャンランド〜スーパーワギャンランド2・ちびっこワギャンの大きな冒険
ワギャン『ワギャンランド2』を除く全作においての主人公。セリフが無いため、どのような性格なのかは不明。Dr.デビルとはライバルであり、幾度と無く宿命の対決を繰り広げることになる。妻子持ち。また、『ワギャンランド3』と『スーパーワギャンランド2』に登場する対戦モードでは、司会を務めている。
『ちびっこワギャンの大きな冒険』では、シルスベの守り神として村人から崇拝されている。本作では性格はぼーっとして何を考えているかはわからないが、意外と頭は良いという設定が新たに付け加えられている。
ワギャン2世（ワギャンの息子）『ワギャンランド2』で初登場し、同作のみの主人公。『スーパーワギャンランド』では幼少時の姿で登場し、Dr.デビルに捕らえられていた。『ワギャンランド2』のワギャンは彼が成長した姿と言われている。体の色は1P側は父・ワギャンと同じ緑色、2P側は黄色になっている。キャラクター性能は父・ワギャンとほとんど同じだが、無敵時間中は音波砲を使えない点のみ異なる。無敵時間中は角ととさかの形状が若干変わる。ワギャコプターを最初から装備しているが、電池が切れたため、新しい電池を貰える終盤まで使用ができない。
ワギャンの妻『スーパーワギャンランド』で初登場。ワギャンの妻でピンク色。自分よりも夫や息子の身を案じる健気な性格。
なお『スーパーワギャンランド』や『ワギャンランド3』では鼻の部分にツノがなかったが、『スーパーワギャンランド2』ではワギャンやワギャン2世同様、鼻にツノがある。
ワギャラン（ワギャンの兄）『ワギャンランド』、『スーパーワギャンランド』に登場。ワギャンの兄であり、ワギャン2世の伯父でもある。『ワギャンランド』にて捕らわれた島の仲間たちを救うべくDr.デビルに戦いを挑むも、返り討ちにあってすでに故人となっており、ワギャコプターを託すために墓で幽霊となって弟のワギャンが来るのを待っている。『スーパーワギャンランド』でも最終ステージ開始直後にアイテムを授けるために登場する。ただし最上難度のKAMISAMAモードではアイテムをくれない。体の色は『ワギャンランド』では水色だったが『スーパーワギャンランド』では青色になっている。また『ワギャンランド』では下半身（足先）が無い幽霊の姿だが、『スーパーワギャンランド』では2人の天使と共にブランコのような物に乗って登場し、下半身（足先）もある。
スマホゲーム版『ワギャンってこんなに弱かったっけ』にて名前がワギャランということが判明。この作品ではプレイヤーキャラとして使用可能。姿や色は初代『ワギャンランド』のものに戻っている。
ラオサム（島の長老）『ワギャンランド』、『スーパーワギャンランド』に登場。白い眉毛と髭を生やしており、体の色はオレンジ色。『ワギャンランド』では一人だけ難を逃れており、スーパーワギャナイザーを託すためにワギャン像でワギャンの帰りを待っている。『ワギャンランドGG』では次々と怪我を負った村の仲間達の看病をしている為にスーパーワギャナイザーが貰えず、応援を送るのみとなる。『スーパーワギャンランド』では他の仲間たち同様捕らわれの身となっており救出後の会話でワギャンに妻と息子（＝ワギャン2世）も同様に捕らわれの身となっていることを告げる。
スマホゲーム版『ワギャンってこんなに弱かったっけ』にて名前がラオサムということが判明。この作品ではプレイヤーキャラとして使用可能。
傷ついた兵士『ワギャンランド』にて登場。Dr.デビルに捕らえられた所を命からがら逃げ延びてきた。瀕死の重傷を負っており、タイムストッパーをワギャンに託して息を引き取る。
浜辺にいたワギャン『ワギャンランドGG』にて登場。Dr.デビルに島が壊された事をワギャンに知らせると同時に浮袋を用意してくれる。なお、本人は持っていた浮袋が重いせいか使えなかった模様。
Dr.デビル（ドクターデビル）『ワギャンランド2』を除く全作に登場（『ワギャンランド2』では、名前のみ語られる場面がある）。『ワギャンランド』、『ワギャンランド3』、『スーパーワギャンランド』、『ちびっこワギャンの大きな冒険』のラストボス。デビル王国のマッドサイエンティストで世界征服を企んでいる。『ワギャンランド』でワギャンに敗北して以来、彼をライバル視している。ワギャンの兄・ワギャランの仇であり、しばしば島の住民を捕らえるなどの悪行を働いているが、勝負に負けると潔く島から去ったり、ワギャンに勝つために修行を積んだり、新しい勝負を考えたりする。「自らの力で世界を征服する」という信念を強く持ち、『スーパーワギャンランド2』で宇宙怪獣ガルゴンがワギャンアイランドを占拠した際には一時的にワギャンと手を組み、ワギャンのためのアイテムを用意したり、古代ヒソピソ語で書かれた暗号を解読して新しいアイテムを開発するなどの活躍を見せている。一人称が「わし」だったり「俺」だったりとはっきりせず、「俺様」を使った直後に「わし」を使ったりもする。ただし、「俺」はミニゲームでのボスのセリフをそのまま引用している場合に多く、ほとんどは「わし」である。
全シリーズ共通点として勝負では複数回連続で勝たないとクリアはできない。唯一中ボスとして登場する『スーパーワギャンランド2』では3回連続で勝負するが、同作ラストボスである宇宙怪獣ガルゴンよりは難易度はやや低めとなっている。
『ちびっこワギャンの大きな冒険』では、シルスベマジンを従えてワギャンの前に立ちはだかる。本作ではシルスベを介して世界中の人間の知恵を集めることを思いつき、研究のためにはどんな犠牲もいとわない利己的な性格と新たに付け加えられている。デザインもそれまでから一新されており、頭に人工知能のような装置が加わっている。直接対決ではシルスベの力により「デビルマジン」となってワギャンとの最終決戦に挑んでくる。
スマホゲーム版『ワギャンってこんなに弱かったっけ』ではプレイヤーキャラとして使用可能で、同作では『スーパーワギャンランド2』同様自身以外の第三者が好き勝手な行為を許すわけにはいかないという理由でワギャンとは一時休戦＆協力関係となっている。また彼の部下であるキノコの「マッシュ」、工事現場のおじさん「バウテン」、妖精の「マジョーラ」といった（いずれも初代『ワギャンランド』＆『スーパーワギャンランド』にボス敵として登場した）キャラも新たにプレイヤーキャラとして使用可能。
微笑みの木（島の大木）『ワギャンランド』、『スーパーワギャンランド』、『スーパーワギャンランド2』に登場。ワギャンアイランドの象徴。『ワギャンランド』のみ口から滝が流れ出ており、水と緑の源となっている。『ワギャンランド』ではDr.デビルに占拠されて"悪魔の木"にされてしまい、顔が凶悪になっている。デビルに勝つと笑顔に戻る。なお『ワギャンランド2』では"島の大木"名義となっており同作で登場する"微笑みの木"とは区別されている。『スーパーワギャンランド』、『スーパーワギャンランド2』でもDr.デビルやガルゴンに占拠されて泣き顔になったりと苦労が絶えない。こちらもデビルに勝つと笑顔に戻る。『ワギャンランド2』で寿命により枯れてしまったが、新しい種を植えられてすぐに大木に成長し、二代目となった。『ワギャンパラダイス』では、唯一ラストステージではなく最序盤に登場している。ライティがワギャンランドの近くを飛んでいた際に突如として倒れ、斜めに傾いた状態になってしまう。それに呼応するように島の動物達も暴れ出した。最後はぴこぽこくんに引っ張られ、元に戻った。
島の門番『ワギャンランド2』のみ登場。「ワギャンアイランドにある微笑みの木」の故郷の島で最初に出会う人物で、訪れたワギャン2世に微笑みの木までの道のりの険しさを忠告しつつも内緒で通してくれる。
行き倒れのプロトワギャン『ワギャンランド2』のみ登場。砂漠ステージで出会う。本来ならよそ者であるワギャン2世は敵だが、行き倒れになっていた所を助けられ、お礼にたまごヘルメットをくれる。
ネッシーの子供『ワギャンランド2』のみ登場。悪いサメを退治して父を助けてくれたお礼に隣の島まで乗せて運んでくれる。父はステージの舞台になるほど巨大である。
氷漬けの竜『ワギャンランド2』のみ登場。隣の島出身であるが雪女に凍り付けられてしまう。音波砲を当てて氷を砕くと助けてくれたお礼に近くの島まで運んでくれる。
フクロウ『ワギャンランド2』のみ登場。かなり昔から生きており、島の意外な歴史を教えてくれる。訪れたワギャン2世に懐かしさを覚え、超音波砲「スーパーワギャナイザー」をくれる。
冒険家の老プロトワギャン『ワギャンランド2』のみ登場。微笑みの木を目指していたが身体が限界に達しており、ワギャン2世にタイムストッパーを託してリタイアする。プロトワギャン村の長老と瓜二つ。
プロトワギャン村の長老『ワギャンランド2』のみ登場。微笑みの木目前にまでやってきたワギャン2世を気に入り、ワギャコプターの新しい電池をくれる。冒険家の老プロトワギャンと瓜二つ。
ビッグプロトワギャン『ワギャンランド2』のラストボス。島の最後の番人。青、黄、ピンクのプロトワギャンが合体する事により、巨大で青色のビッグプロトワギャンとなる。実力はかなりのもので、過去に侵略にやってきたDr.デビルを返り討ちにしている。
微笑みの木（『ワギャンランド2』）『ワギャンランド2』のみ登場。「ワギャンアイランドにある微笑みの木」の故郷の島の象徴。試練に打ち勝った者にしか会えないと言われている。穏やかな性格で、訪れたワギャン2世に島の木はもう寿命であることを伝え、新しい種を渡した。なお"微笑みの木"名義はこの作品が初出で当初の"島の大木"とは別枠であったが、『スーパーワギャンランド』以降は設定が変更されている。
シサイ『スーパーワギャンランド』に登場する。中盤ステージ「ワギャンの聖域」の最後に登場し、見た目や体格は『ワギャンランド2』のラストボスであるビッグプロトワギャンと酷似しているが、髑髏を連ねた数珠や民族風の衣装を纏っている点に違いがあり、色もワギャンと同じ緑色となっている。他の一般ボスとは異なり3回連続勝負に勝たなければ先へ進めないなど、ラストボス以外では唯一複数回勝負を仕掛けてくる中ボスキャラクターとなっており、ゲーム中一度しか登場しない。
ヒソピソ『ワギャンランド3』、『スーパーワギャンランド2』に登場。ワギャン族の遠い親戚に当たるヒソピソ族のリーダー格。『ワギャンランド3』で何者かにヒソピソ星を侵略され、ワギャンに助けを求めにワギャンアイランドにやってきた。ヒソピソ族には戦う力が無い代わりにヒソピソ族だけに言葉を伝えることができるテレパシー能力があり、救出された仲間を介してパスワードをワギャンに伝えることで支援している。『スーパーワギャンランド2』でもパスワード係を務める他、ガルゴンや眠り草の説明やガルゴンを倒した後の最後の仕上げをするなどワギャンの手助けをしている。
宇宙怪獣ガルゴン『スーパーワギャンランド2』のラストボス。四頭一体の怪鳥。伝説の宇宙怪獣で弱点が無いため、完全に倒すことができず眠り草を使って眠らせていたが、突如目覚めて地球に降臨、微笑みの木を占拠する。四頭のため、退治するには眠り草を4枚集めなければならない。4枚集めなくても対決はできるが、行く前にヒソピソに「本当に行くのか？」と止められ、勝利してもバッドエンドとなる。
ガルゴン・グー
青色の頭部。最初に対決する。「HITONAMI」では「早押ししりとり」で、「KAMISAMA」では「ローマ字当て」で対戦。一人称は「わし」。バッドエンディング時のみ一人称が「わたし」になる。
ガルゴン・ピー
緑色の頭部。キザ。2番手で、どちらのモードでも「しりとり」で対決。一人称は「ワシ」。
ガルゴン・スー
黄色の頭部。目が細い。3番手で、どちらのモードでも「数字探し」で対決。一人称は「わし」。
ガルゴン・ガー
赤色の頭部。四頭のリーダー格で、どちらのモードでも「モザイク当て」で最後の対決となる。一人称は「俺」。パーフェクト勝利した時のみ一人称が「わし」になる。
シルスベマジン『ちびっこワギャンの大きな冒険』に登場する。シルスベの知恵の力が具現化した姿。シルスベの持つ者に忠実に従う。本作ではDr.デビルがシルスベを持つ者となっているため、Dr.デビルの支配下であり、敵であるワギャンに知恵くらべ対決を挑んでくる。知恵が具現化した姿であるため物理攻撃が効かず、知恵で打ち負かす以外に倒す方法はない。種類は「しりとりマジン」、「まちがいマジン」、「おはじきマジン」、「きおくマジン」といった多数の種類が存在する。
ナーハ『ちびっこワギャンの大きな冒険』に登場する。ロッタの兄。正義感が強く活発な性格。奪われた村人の知恵を取り戻すべくワギャンについていく。
ロッタ『ちびっこワギャンの大きな冒険』に登場する。ナーハの妹。おとなしくてやさしい性格。兄とともに奪われた村人の知恵を取り戻すべくやはりワギャンについていく。
鉄球（てっきゅう）シリーズ全てに登場する、音波砲や超音波砲が一切通用しない存在。黒く丸い球体に全身トゲに覆われ、通常は横方向に直進してくるが、中には動かずその場で止まっているものや上下一定で動いているもの、さらには斜め（45度）で壁に当たるとその度90度反転して跳ね返るなど、動作バリエーションが多彩。通常は撃破不可能であるが唯一無敵状態でのみ撃破可能で5,000点が貰えるボーナスキャラである。『スーパーワギャンランド2』ではスーパーワギャナイザーによる超音波砲で撃破可能になっている。

### ワギャンパラダイス
タクト『ワギャンパラダイス』の主人公の一人。カリンの兄。体の色や見た目は従来シリーズであるワギャンとほぼ同じ容姿。移動速度がカリンより速い。ただしジャンプの滞空時間が短いため横幅の長い穴（幅跳び）などを飛び越すのが難しい。中級〜上級者向け。カリン共に台詞はゲーム冒頭のみで、以降はプレイヤーが聞く事はできない。選ばなかった方もオープニングとエンディングに登場する。
カリン『ワギャンパラダイス』の主人公の一人。タクトの妹。体の色は黄色で頭にリボンを付けている。移動速度はやや遅いが、ジャンプの滞空時間がタクトより長いため横幅の長い穴（幅跳び）などを飛び越すのがタクトに比べると非常に楽である。初心者向け。
彼女のみ、音波砲使用時の発声が他のワギャンと違い、各レベルごとに「わっ」「ばんっ」「びーっ」「どかーん」となっている。女の子だが、ストーリー上ではタクト同様に「こぞう」「アニキ」などと呼ばれる事もある。
ライティ冒険家の鳥。久しぶりにワギャンランドを訪れた際に微笑みの木が倒れ、その頂上に滞在している。タクト（カリン）がライティの冒険話に興味を持ち、来る途中に見かけたという怪しい黒い雲を見に行くことがナマーズ族の陰謀を防ぐ冒険のきっかけとなる。
クムクムナマーズ族の少年。両親がナマーズ大王の地上支配計画に反対したため、逮捕された。自身は運良く逃げ出し、沈没船に身を潜めていた。
地上支配に夢中になってしまっているナマーズ族を嘆いている。最初はタクト（カリン）を信用せず敵意を剥き出しにするが、勝負に負けると事情を話し、ナマーズ大王の打倒を託す。
ナマルフナマーズ軍最高司令官。ゲーム中2回登場する。「ハイル、ナマーズ!!」という発言をよくする
ナマコンナマルフの部下の兵士
ナマーシュタインナマーズ軍の軍事科学者。名前はアルベルト・アインシュタインから。黒い雲で隠していたマリンベースにて動物を改造して操作できるようにして、兵器として使用する研究をしていた。
執念深く、ゲーム中3回も登場する。1度目は生身だが、2度目は自身をサイボーグに改造し、負けると道連れにするべく自爆する。しかしその後も復活し、ロボットに乗った状態で登場する。
ナマーズ大王ワギャンパラダイスのラストボス。ナマーズ王国の王。ナマーズ人類はかつて地上に高度な文明を築いていたが、環境破壊による汚染から逃れるべく地下へと移り住んだ。その後、ペットであったワギャンが地上に繁栄した事が我慢ならず、地上を昔同様ナマーズ族の物にするべく即位後に国民を唆し、平和だったナマーズ王国を軍事国家に変えてしまった。最後は乗り込んできたタクト（カリン）にワギャンとナマーズの関係を語り、最後の戦いを挑んでくる。敗北後は悔しさのあまり飛び跳ねて床を踏み抜いてしまい、そのまま海へ転落。鮫に追われるという末路を辿る。
ぴこぽこくんナマーズ基地（宮殿）が変形した飛行要塞。顔の付いた赤い球体の両側にハンマー状の球体が二つ付いている。コミカルな名前や外見とは裏腹に両側のハンマーは島をも一撃で粉砕する破壊力を誇り、ワギャンランドを潰すべくハンマーを振り上げたものの、寸前でタクト（カリン）がナマーズ大王を倒した事で阻止された。その後は村の便利屋になったらしく、微笑みの木を起こす際に有効活用された。

## ボス戦のミニゲーム
ボスとの戦闘はこれらのミニゲームで行う。『スーパーワギャンランド2』までと『ワギャンパラダイス』では用意されているミニゲームが大幅に異なるが、いずれのゲームも規定のポイントを獲得すればクリアとなる（例外あり）。作品によりパーフェクトで勝利を収めるとスペシャルセブンアップと表示され7UPする。

### ワギャンランドのミニゲーム
以下は『ワギャンランド』から『スーパーワギャンランド2』ならびに、『ちびっこワギャンの大きな冒険』に登場するミニゲームである。このうちしりとりと神経衰弱は初代『ワギャンランド』からちびっこワギャンの大きな冒険まですべての作品で登場している。シリーズを重ねるごとに新たなミニゲームが追加された。なお、伝統としてパーフェクトで勝利するとスペシャルボーナスとしてセブンアップ（残機が7つ増える）する。『ちびっこワギャンの大きな冒険』ではノルマを達成した時点で終了となり、ノルマ達成までにかかった総時間が短いほど高いボーナスがもらえる。長かった場合は"ほしのみ"が数個、短い場合は1UP。
しりとり・ターンしりとり
文字ではなくパネルに描かれた絵を利用して行うしりとりゲーム。言葉が続くようボスと交互にパネルを選択していき、規定数以上のパネルを取れば勝利。また、規定数に達しなくても、ボスを手詰まりにさせるなどの条件を満たせば勝利となる。パネルは縦4×横6の24枚で並んでいて、序盤はパネル枚数は24枚足らずだが、後半になると24枚以上となりパネルの下からまたパネルが出てくる。シリーズによっては下から出てくるパネルが出てきた順にしりとりになっていることもある。最大パネル枚数は大抵48枚だが、『ワギャンランド』『ワギャンランド2』のラストボス戦や『スーパーワギャンランド2』のかみさまモードでは62枚と、裏読みで切り抜けない限りかなり長期戦となる。制限時間があり、お手つきをすると時間が5秒減り、正しいパネルを選ぶと時間が10秒増える。時間がなくなるとその場で終了となりクリアーポイントに達していないと負けになる。『スーパーワギャンランド』以降は「ん」で終わる言葉を選ぶと負けになる（これと後述の早押ししりとりでは、他のゲーム以外でクリアーポイントを超えていても唯一負けとなる）。難易度が高いモードや、後半になったりすると制限時間は少なくなる。スーパーワギャンランドのKAMISAMAモードの裏面では制限時間がたったの8秒だったり、パネル枚数は少ないが制限時間5秒でお手つきするとその時点で終了になったりと非常に厳しい。パネルは、表読みのみで決められた順番どおりに読めば全てつながるように配置されているが、ボスは続くパネルのことを考えずにパネルを選んでしまうため、パネルの枚数が増える後半になるとパーフェクトを取るのはほとんど不可能である。ほとんどの絵には絵からすぐに想像できる表読みのほかに裏読みが複数用意されている。猫の絵は「ねこ」だけでなく「こねこ」「やまねこ」としても選択できるといったわかりやすいものから、切符の絵が「いいひたびだち」や「じょうしゃけん」（「ん」で終わるため、うっかり選ぶと自滅する）、ドライバーの絵がいちりんざし、ミサイルの絵がスカッドといったような無茶な裏読みも存在する。その際にはボスは「〜だと!?」「〜なの!?」のように驚いたリアクションをし、表裏の判別が可能。最終戦では制限時間はかなり長いが、正答しても時間が増えないうえに、クリアーポイントに達していない状態でボスを手詰まりにさせる（ボスが「ん」で終わるパネルを選んだ場合も含む）と、「わしはこんな負けは認めんぞ」と言い最初からやり直しにしてしまう。
ラストボス戦以外では、クリアーポイントに達している状態でボスに負ける（「ん」で終わる言葉を選んだ場合を除く）と、一見負けと思いきや、ボスの情けで通してもらうことができ、実質勝ちにしてもらえる。
『ちびっこワギャンの大きな冒険』では「ターンしりとり」という名称になった。内容は従来のしりとりと全く同じだが、手詰まりになった時点でパネルが一新されるようになった。
神経衰弱
裏返しになっている縦4×横6の24枚のパネルの中から2枚を選び、同じ絵のパネルを見つけていくゲーム。ペアを見つけた場合は相手の番にならずに引き続き次のパネルを選択することができる。通常パネル1組は1ポイントと換算されるが、中にはワギャンの絵の「スペシャルカード」が用意されており、このパネルを獲得した場合は2ポイントが加算される。しりとりと同じく制限時間があり、時間切れになるとそこで終了となる。後半になると制限時間は少なくなる。制限時間は、1つ（もしくは2つ）パネルをめくればもとの時間に戻るものや、正答しない限り増えない（正答すれば10秒増える）ものなど、シリーズによって曖昧である。『ワギャンランド』および『ワギャンランド2』ではクリアポイントのボーダーは全13ポイント中7ポイントで固定されていたためにノルマというよりは「過半数を取れば勝ち」で逆に過半数を取られた時点で即座に負けだったが、『スーパーワギャンランド』以降ではそれよりも高くボーダーが設定され、ボーダー未達成であれば相手よりポイントが高くても負けになったため、しりとりなどと同様にノルマを意識するような勝負になり、勝敗問わず全てのパネルがめくられるまで途中で負けとなることが無くなった。パネルの配置には法則性があり、早くに法則をつかむとパーフェクトを狙える。ボスは、基本的には適当にパネルを開けるのだが、一度開いたパネルの配置を確実に記憶していて、ボスにすでに開いてある絵のもう1つの絵を開かれたり、うっかり同じ絵2枚を別のターンごとに開いてそろえずにボスに順番を渡した場合は、100%そのペアをボスに取られてしまう。
数さがし・数字探し
『ワギャンランド2』以降の作品で登場する。1から40の数字が書かれている縦5×横8の40枚のパネルの中から、画面下に表示された数字と同じパネルを選び取るゲーム。シリーズと難易度によっては5 - 30枚のパネルだけに数字が書かれている。このゲームはしりとりや神経衰弱のようなターン制ではなく、相手と同時にゲームを行い、先に正しい数字のパネルを取ればポイントを獲得できる。ボスには探すパネルを指定されてから何秒かの待ち時間があるが、1秒しかない場合もしばしばである。また、お手つきをすると待ち時間に関係なく動き出す。シリーズによっては数字の書かれていないパネルを選んでもお手つきになることがある。パネルはバラバラに配置されているため指定の数字を探し出すのは容易ではない。1から順番に探すルールの昇順タイプと、探す数字の順番がバラバラのランダムタイプがある。また『ワギャンランド2』では1・3・5と奇数を先に探し、その後2・4・6と偶数を探す特殊昇順もあった。シリーズによってはランダムタイプの数の指定の順番やパネルの配置にパターンがある。なかには規則的な並びでかなり数字を探しやすいパターンもある。『スーパーワギャンランド』のKAMISAMAモードは非常に厳しく、ボスの行動は若干遅いが、クリアーポイントが非常に高く殆どミスは許されない場面もある（最高クリアーポイントは昇順タイプが38、ランダムタイプが35）。
モザイク当て
『スーパーワギャンランド』と『スーパーワギャンランド2』に登場する。モザイクでぼかされた絵に登場しているのが誰か、さらにはどこで何をしているのかを複数の選択肢の中から当てるゲーム。絵は時間経過とともにはっきり見えるようになるが、獲得できるポイント数はだんだんと少なくなる。難易度が高いと、ポイントが減るスピードも速い。後半では選択肢を隠され、答えがわかった時点でボタンを押せば選択肢が現れたり、選択肢が8つもあったり、1問でも間違えるとポイントが足りずクリアーできなかったりと難易度がアップする。ボタン押下で選択肢が現れるタイプの場合、選択肢がでている間はポイントが減らないが、回答には制限時間がある。『スーパーワギャンランド』では時間切れになると文章と絵が一致していても不正解とみなされノーポイントとなるが、『スーパーワギャンランド2』では時間切れになっても文章と絵が一致していれば正解となりポイントが加算される。
『スーパーワギャンランド』ではキャラクターに大きいタイプ（ボスキャラクター）と小さいタイプ（アクションステージに出てくるザコキャラクター）の2種類がある。
音神経衰弱（おとしんけいすいじゃく）
『ワギャンランド2』のみに登場する。神経衰弱を絵の代わりに効果音で行うゲーム。パネルを選択すると短い効果音が発せられるので、同じ効果音を持つパネル2枚をそろえていく。全24枚あるパネルにはすべて同じ音符の記号が描かれており、視覚よりも聴力と記憶力が要求される。1UPの効果音パネルはスペシャルカードであり、2ポイントである。なおゲーム中1回のみの登場でルート選択によっては会敵することはない。
パネルじゃんけん
『ワギャンランド2』のみに登場する。パネルを使って行うじゃんけんゲーム。裏返しにされた全24枚のパネルの中からボスとパネルを1枚ずつめくり、出たじゃんけんの手で勝敗を決する。全てのパネルがめくられた時点で勝ち数の多い方が勝者となる。また、神経衰弱と違ってスペシャルカードが無いので同点になることもあるがその場合も勝利である。なおゲーム中1回のみの登場でルート選択によっては会敵することはない。
早押ししりとり
『スーパーワギャンランド2』と『ちびっこワギャンの大きな冒険』に登場する。言葉が続くように相手とパネルを奪い合う数字探し式しりとりゲーム。数字探しのように相手と同時にゲームを行うため、パネルを選択した後も相手の番にならずに引き続き次のパネルを選択できる。数字探し同様ボスには待ち時間があり、お手つきすると待ち時間に関係なくボスが動き出すのも同じである。ただし続く言葉が裏読みしかない場合はお手つきしてもボスは動き出さず、待ち時間終了の際に動き出す。先に正しいパネルを選択すればポイントを獲得でき、パネルがなくなるかしりとりが続かなくなった時点でクリアーポイントを超えていればクリアーとなる。もしくはしりとりが続かなくなった時点でボスよりポイントが多いとクリアーポイントを達成してなくてもクリアーとなる。ただし同点の場合は負けとなる。「ん」で終わる言葉を選べばその時点で負けになる。しりとりと同様に裏読みのパターンによっては選択肢が「ん」で終わる言葉しかなくなる場合があるが、その場合、わざとボスにそのパネルを選ばせて負けに追い込むことができるのも早押ししりとりならでは。ラストボス戦ではクリアーポイントを超えていないのにしりとりが続かなくなった場合、最初からやり直しとなる。
ローマ字当て
『スーパーワギャンランド2』のみに登場する。画面には問題として、?マークで隠されているローマ字表記の単語が表示され、この?マークの部分に当てはまる正しいアルファベットを選択していくゲーム。画面には問題の他、問題となっている単語の特徴がヒントとして2つ表示される（難易度によってはヒントが1つのみ、もしくはヒントが一切無い場合もある）ので、これと文字数、前後のアルファベットを参考にすべての文字を当てる。モザイク当てのように制限時間とポイントはリンクしており、最後の文字を当てたときの時間が点数になる。なお母音は原則的に必ず存在するので、とりあえず分からない場合は母音から攻めて行くのが基本となる。制限時間は間違えると時間が10秒減り、正解すると5秒増える。最高得点からだいたい20 - 25ポイントの間までの点数をとればスペシャルボーナス（セブンアップ）がもらえる。後半になるとヒントがあっても1つ、場合によってはヒントがなかったり、制限時間（＝獲得ポイント）も少なくなる。ラストボス戦は制限時間99秒だが正解しても時間は増えない。
つなげしりとり
『ちびっこワギャンの大きな冒険』のみに登場する。パネルがつながるように順番に選ぶゲーム。
まちがいさがし
『ちびっこワギャンの大きな冒険』のみに登場する。上画面と下画面を比較して、違う箇所をタッチペンで指摘するゲーム。
なかまはずれさがし
『ちびっこワギャンの大きな冒険』のみに登場する。画面内にあるいくつかの絵の中で1つだけ違う絵を探すゲーム。
どこ？どこ？さがし
『ちびっこワギャンの大きな冒険』のみに登場する。画面内にある隠された絵を探すゲーム。
おはじきパズル
『ちびっこワギャンの大きな冒険』のみに登場する。マジンの顔にディスクをぶつけて画面外へ追い出すゲーム
スピードジャンケン
『ちびっこワギャンの大きな冒険』のみに登場する。ワギャンランド2のパネルジャンケンとは少しルールの違うゲーム。
もじならびかえ
『ちびっこワギャンの大きな冒険』のみに登場する。後述するワギャンパラダイスのことばパズルとほぼ同じ内容のゲーム。
○×クイズ
『ちびっこワギャンの大きな冒険』のみに登場する。○か×かの2択で答えるゲーム。
すりかえキオク
『ちびっこワギャンの大きな冒険』のみに登場する。画面内にある数枚の絵の内、シャッフルをした後に1枚だけ変わった絵を探すゲーム。

### ワギャンパラダイスのミニゲーム
以下は『ワギャンパラダイス』に登場するミニゲームである。『ワギャンパラダイス』では従来のしりとりや神経衰弱などは登場せず、全て新しいゲームに入れ替えられた。ミニゲームの難易度はゲーム開始時に入力する年齢により決定される。
がったいパズル画面中央に置いてあるブロックにぴったり合うパーツを、画面周囲にある複数のパーツの中から1つ選んで組み合わせていくゲーム。パーツは中央のブロックの周囲を時計回りに回っており、必要なパーツを選択する際はそれがちょうど中央のブロックの上に来たときにボタンを押さなければならない。
パネルサーチ画面下に表示されるヒントより導き出される答えの絵を最高15枚のパネルから選ぶゲーム。ヒントは文字数を表す四角い枠の数と、時間経過により枠の中に徐々に現れる文字から成り立つ。これらをたよりに答えとなる絵を推理し選択する。
ことばパズルひらがなが書かれているパネルを並べ替えて意味の通った言葉にしていくアナグラムのようなゲーム。パネルは横一列に並んでおり、隣り合っているパネルの左右を入れ替える方法で並べ替えを行う。画面下にはヒントが表示されており、これを参考にして正しい言葉を作っていく。
さんすうクイズ画面下に表示される計算式の答えを数字が書かれた全40枚のパネルの中から選択する、従来の数字探しを発展させたゲーム。ただし設定年齢が低い場合は単に同じ数字のパネルを選ぶ、従来の数字探しと同様のルールになる。相手と同時にゲームを行い、先に正しい数字を選択すればポイントが獲得できる。
ドレミサーチコントローラのA、B、Yボタンを押し、最初に演奏される手本と同じ音楽を奏でるゲーム。画面にはコントローラと同じ赤、黄、緑のボタンが表示されており、手本が演奏される際はこれらのボタンが音と連動して動くので、視覚のみで順番を覚えることも可能である。1つでも音を外してしまうとその回は失敗となり、ポイントは獲得できない。
かいてんクイズ虫めがねで拡大され、さらに回転している絵が何かを複数の選択肢から当てるゲーム。絵は時間経過により少しずつ小さくなり、また回転も緩やかになって見えやすくなるが、獲得できるポイントは少なくなる。
くるくるパネルパネルの下に隠れている数字の番号を当てるゲーム。1つの数字は縦3×横2の計6枚のパネルで隠されており、パネルが回転すると下の数字がしばらく見えるようになる。
おなじえどのえ画面中央とまったく同じ絵を画面周囲にある4つの絵の中から選ぶゲーム。選択肢となる4つの絵にはそれぞれ回転が加えられている場合がある。

## 登場アイテム
ここではワギャンランドシリーズに登場するアイテムを紹介する。『スーパーワギャンランド2』以外のシリーズでは受け取ったアイテムを強制的に使用され、一部を除いて通常の音波砲を出せなくなる弊害があるため、あえて受け取らないという選択肢もある。なお『スーパーワギャンランド』では、KAMISAMAモード以外だと3つ内いずれか1つだけを選択することになるが、逆にどれも要らない（＝受け取らない）という選択肢が無いため、いずれか1つを必ず選ばなければならない。また同作では最終ステージ以外での使用はできない（＝他のステージへ持ち込むといった用途は不可能で、例えばスーパーワギャナイザーを受け取った後で前のステージへ戻って裏エリアを攻略するといった手法は本作では不可）。『スーパーワギャンランド2』では、「特殊装備」という扱いとなり好きなアイテムを任意で選択できるようになる。ただし、ステージによっては必要アイテムを強制に持って行かなくてはならない場合や、整備中につき選択ができない場合がある。「特殊装備」には1 - 4までのレベルが設定されており、レベルごとに2種類ずつアイテムがそれぞれ用意されている。例えば、レベル3の「スーパーワギャナイザー」と「スーパーパワーモーター」、など、同じレベル同士のアイテムは同時に持つことができない。バッテリーレベルゲージが各々のレベルまで溜まっていないと選択（使用）ができない。屋外やライトのあるところで「充電」を行う、または「電池」を取得することでバッテリーレベルゲージを蓄積できる。
ワギャナイザー
シリーズ全作で登場する。音波砲のレベルを1段階ずつ上げる。レベルが上がると、攻撃判定や、敵のしびれさせる時間が長くなったりと有利になるが、一部の敵には効かない。初期状態（レベル0）は「ワッ」でレベル1で「ギャ」となり、さらにレベル2で「ガー」となり、敵を貫通するようになる。レベル3で「ギャー」となり、攻撃判定が最も大きくなり、敵をしびれさせる時間も長くなる。この状態でもう1段階レベルが上がるとレベル4「オーバーチャージ」（無敵）となり一定時間、敵を体当たりで弾き飛ばせるようになる。音波砲が効かない敵にも有効。『ワギャンランド2』および『スーパーワギャンランド2』では無敵中は残像を纏う。またスピードやジャンプ力も上がり一気に突き進める。ただし無敵状態でも穴に落ちたりすると関係なくミスになる。なお、時間が切れるとレベルは初期の0に戻る。『スーパーワギャンランド』では無敵状態のスピードとジャンプ力を利用しないとクリアできないステージがある。『ワギャンパラダイス』では3段階まではこれまで通りだが、レベル4の無敵が存在せず、別のアイテムで同様の効果が得られるシステムになっている。
『スーパーワギャンランド』および『ワギャンランド3』では氷洞窟ステージに入ると強制的にレベルが前者が0、後者が2になってしまう。つまり前のステージでレベル3状態にしてもここへ持ち越すことができないということである。逆に後者の場合は前のステージでレベル1以下であっても自動的にレベル2へ格上げされ、同ステージ内でミス後の再開時も同様にレベル2でスタートする。両者共このステージ内では音波砲が敵には一切通用せず一定距離もしくは壁に到達するとその場で凍り付いてしまう。しかし凍結後の音波砲は障害物となり敵の動きを遮ることが可能で自身もそれを足場にして先に進むことができる。『スーパーワギャンランド2』では後述する特殊装備「フリーズショット」を使うことによってどこのステージでも同じことができるようになっている。
『ちびっこワギャンの大きな冒険』では、少しシステムが変わり初期レベルが0ではなく1となっている。レベル1「ワッ」、レベル2「ギャッ」、レベル3で「ガー！」になり、通常はこの状態が最強状態で、これまでの作品と異なるのは、本作ではレベル3以外は敵を貫通はしない。また従来作では音波砲は画面内に1発ずつしか放てなかったのに対し、本作ではレベル1状態のみ1発ずつしか放てずなおかつ射程制限があるが、レベル2以上になると射程制限が無くなり画面内に3発まで放てる。また新システムのチャージ音波砲が加わり、これはボタンを押しっぱなしにすることで、ワギャンが大きく息を吸い込み体が赤くなったときにボタンを離せば放てる。当てることで敵を少し後方へ押し返すことができ、またツボや、ブロックを壊すことができる。レベル3以外は敵は貫通しないが、敵をしびれさせる時間は通常の音波砲より長い。また本作ではしびれている敵の下にメーターが表示され、しびれ状態から復帰するまでの様子が容易に確認できるようになっている。ワールド6のみ従来作での氷洞窟（もしくはフリーズショット）状態となるが凍り付く前の状態（飛行中）なら敵に通用する。これまでの作品でいうレベル4オーバーチャージ（無敵）はレベル3の状態でワギャナイザーを取るというのは従来通りであるが、決定的に異なるのは今までならレベル4になった時点であり、その場で無敵になったが、本作では下画面タッチパネルにストックされた状態が表示され、ここをタッチすることで任意に無敵状態になれるという新システムである。また本作の無敵時間中は飛行ができるという新たな特性がついている。本作ではワギャコプターが全く用途が異なるアイテムとなっている為、この状態を利用しないと取得できないアイテムがある。従来作でのワギャコプターの使用用途として使う場面がある為、無敵状態になること自体には全く制限が無いものの、攻略面を考慮するとむやみやたらに使えずいかに使用するタイミングが要求される。
「オーバーチャージ」状態においては父・ワギャンは無敵時間中でも音波砲を使えるが、息子・ワギャン2世は無敵時間中は音波砲を使えないという性能差がある。
また、ファミコン版初代『ワギャンランド』のみワギャナイザーは右向きとなっている。他のシリーズは全て左向き。また『ちびっこワギャンの大きな冒険』ではデザインが変更されており、従来作ではワギャンの顔をモチーフにしたデザインだったが、本作ではメガホンのようなデザインとなっている。
スーパーワギャナイザー（超音波砲）通常の音波砲の代わりに輪っかの音波砲を放ち、敵を弾き飛ばす。貫通する上に弾速が非常に速く、ボタン押したままで連射が可能である。ただし鉄球は弾き飛ばす事ができず、貫通もしない。『スーパーワギャンランド』で壁を貫通するようになり、『スーパーワギャンランド2』ではDr.デビルによる製作となっており従来シリーズ版より改良強化されており鉄球も弾き飛ばせるようになった。また同作では「特殊装備レベル3」となっている。『ワギャンランド2』では超音波砲の名称で登場する。『ワギャンランド3』以外で登場する。弾色はFC版は「白」でSFC版では「青色」となっている。
ファミコン版初代『ワギャンランド』のみ黄色となっている。他のシリーズは全て緑色。
入手時期はほとんどの作品で大体中盤～後半に差し掛かった辺りとなっているが、『スーパーワギャンランド』では最終ステージでしか入手できない。『スーパーワギャンランド2』では道中である巻物を取得することでDr.デビルがそれを基に製作・入手できる。
『ちびっこワギャンの大きな冒険』では、従来作と効力が違い、ワギャナイザーを一気に「レベル3+無敵ストック」となり後述するスーパーチャージャーに近い。また本作では赤色となっている。
ワギャコプター（電池）音波砲を出せなくなる代わりに空を飛ぶ事ができる。顔を360度高速回転させて飛ぶ。ワギャランいわく、「目は回らんから安心せい」とのこと。『ワギャンランド2』では「ワギャコプターで訪れて電池が切れた」という設定のため、ワギャコプターではなく新しい電池をくれる。そのためワギャン2世は初めからワギャコプターを標準装備していることが判明している。なお新しい電池を受け取らずにそのままラストボスを倒してエンディングを迎えると何故か電池が無いはずなのにワギャコプターで帰還しているが、これは乾電池の特性である程度時間が経過し帰れる分までは何とか回復したためと思われる。『スーパーワギャンランド2』では「特殊装備レベル4」として登場し、バッテリーの消耗が非常に速い。『ワギャンランド3』以外で登場する。『ワギャンランド3』では代わりに後述する「ロケットベルト」が登場する。
入手時期はほとんどの作品で大体終盤辺りとなっている。『スーパーワギャンランド』では上記同様最終ステージで入手できる。また『スーパーワギャンランド2』では中盤でDr.デビルが味方についた時点で入手できるが、バッテリーのレベルゲージがこの時点ではまだ使用に至らない状態であるため、実質使用可能となるのはレベル4にできる後半に入ってからとなる。
『ちびっこワギャンの大きな冒険』では、スキルアクション（ボーナス）ステージへのアイテムとして登場する。
ロケットベルト『ワギャンランド3』のみ登場する。宇宙サボテンステージの直前にヒソピソからもらえる。
電池『ワギャンランド2』でワギャコプターの電池として初登場。『ワギャンランド3』では、後述する隠れボスを倒した後にヒソピソから貰える1UPアイテムとして登場している。『スーパーワギャンランド2』では「特殊装備」のバッテリーレベルゲージを満タンにするアイテムとして登場する。
タイムストッパー『ワギャンランド』および『ワギャンランド2』のみ登場。ラストボスとのしりとり戦でスタートボタンを押すと時間を止めることができ、再びスタートボタンを押すことで解除できる。3回まで使用可能。
砂時計『ワギャンランドGG』のみに登場。タイムストッパーの代替となるアイテム。ステージ道中で手に入り、途中のボスのしりとりでも使用可能など差異はあるが1個につき1回しか使用できない。ラストステージまでに3個入手できるので全て集めて温存すればタイムストッパーと同等になる。
たまごヘルメットワギャンランド2のみ登場。音波砲が出せなくなる代わりに頭突きで攻撃できる他、ダメージを1度だけ防ぐ効果がある。頭突きは地上でBボタンを押して行う他、ジャンプ上昇中も頭突きとみなされる。ダメージを受ける他にもワープゾーンに入ったり巨大ネッシーステージのボス戦に辿り着いた時点で強制的に割れてしまう為、最後まで持ち越すことはできない。
おまもり『スーパーワギャンランド』のみ登場。「タイムストッパー」及び「砂時計」に相当するアイテム。ワギャランの力が込められた御守りで、Dr.デビルとの戦いの際に4種目の勝負（開催順は、1「モザイク当て」、2「しりとり」、3「数字探し」、4「神経衰弱」の順）の内から1つをプレイヤー側にとっては苦手とする1種目を任意に回避でき、残りの3種目で勝負を挑める。
トリプルショット『スーパーワギャンランド2』のみ登場。音波砲を正面、斜め上下の3方向に放つ。十字キーで発射方向を指定でき、真上・真下にも発射可能。入手時期はDr.デビルが味方についた時点。「特殊装備レベル1」。
スーパージャンプシューズ『スーパーワギャンランド2』のみ登場。通常の倍近くジャンプできる。入手時期は上記同様。「特殊装備レベル1」。
フリーズショット『スーパーワギャンランド2』のみ登場。壁に触れるか一定距離進むと凍る音波砲を放つ。『スーパーワギャンランド』および『ワギャンランド3』での「氷洞窟」と同じである。凍った音波砲は足場にしたり壁にしたりできる。なお、この音波砲では敵をしびれさせることはできない。入手時期は上記同様。「特殊装備レベル2」。
水中モーター『スーパーワギャンランド2』のみ登場。水中にエリアが広がっている場合にこれを使用すると水中を進むことができる。なお、水中にいる間にバッテリーレベルゲージが尽きるとミスになってしまう。入手時期は上記同様。「特殊装備レベル2」。
スーパーパワーモーター『スーパーワギャンランド2』のみ登場。進みだすと徐々に加速し、一定速度以上になるとワギャナイザーを4つ取った時と同様の無敵状態になる。ただし壁にぶつかると大きく跳ね返る。平坦な場所で無いと使用が難しい。なお、跳ね返った先に再び壁があった際に壁に向かって十字キーを押し続けておくと再び跳ね返ることができ、これを利用して進むステージもある。入手時期は上記同様。「特殊装備レベル3」。
ビッグバンワギャナイザー『スーパーワギャンランド2』のみ登場。エネルギー全てを消費して画面全体の敵全てを吹っ飛ばす。入手方法は道中である巻物を取得することでDr.デビルが製作してくれる。「特殊装備レベル4」。
スーパーチャージャー
『スーパーワギャンランド2』のみ登場。ワギャナイザーが放電しているアイテムで、取ればその場でレベルに関係なく「オーバーチャージ」となり一気に突き進める。
ゲージアップパーツ
『スーパーワギャンランド2』のみ登場。「特殊装備」に必要なバッテリーレベルゲージの上限を1レベル分上げる。初期状態の上限はレベル2。ただし取得後にエリアをクリアし、Dr.デビルに取付けてもらわないと効果を発しない。
バッテリーパック『スーパーワギャンランド2』のみ登場。バッテリーレベルゲージの上限を1レベル分をその場でアップする。ゲージアップパーツと違い、そのエリア内のみで有効。
巻物『スーパーワギャンランド2』のみ登場する、ヒソピソ語で書かれた秘密の書。Dr.デビルに解読させることで、新たな「特殊装備」が開発される。
金のワギャン像
『ちびっこワギャンの大きな冒険』に登場する。1UPアイテムで取れば残り数が1つ増える。
カラメット
『ちびっこワギャンの大きな冒険』に登場する。上記のたまごヘルメットに似ているが、こちらは頭突き攻撃ではなく、音波砲は通常通り出せる、ダメージを1度だけ防ぐ効果がある。
ほしのみ・おおきなほしのみ
『ちびっこワギャンの大きな冒険』に登場する。"おおきなほしのみ"は"ほしのみ"10個分。100個集めると残り数が1つ増える。
コインのカケラ
『ちびっこワギャンの大きな冒険』に登場する。各ステージに3枚ずつあり、ステージ内のカケラを集めると、1枚のワワワコインとなる。
ワワワコイン
『ちびっこワギャンの大きな冒険』に登場する。ワールドマップ内のミニゲームを利用するのに必要なアイテム。

### ワギャンランド2に登場するミニアイテム
上記の他にも『ワギャンランド2』にはステージ中にミニアイテムが配置されている。ただし使用できるのは一つだけで、新しくアイテムを取得した場合はそれまで持っていたアイテムは使用できない。また取得後に無敵となった場合も無くなってしまう。ミニアイテムは最初に「!」マークと「?」マークの2種類があり、音波砲を当てることでアイテムが出現する。「!」マークは出現するアイテムがあらかじめ決まっているが、「?」マークはランダムとなっている。なお、アイテムを出現させずに直接取った場合は得点が加算される。
ミニ超音波砲（ミニスーパーワギャナイザー）Bボタンを約2秒以上押し続けて離すと1発だけ超音波砲を放つ事ができる。またボタンを離した瞬間に間髪入れずBボタンを連打することで即座に2発目が撃てる場合がある。通常の音波砲と併用ができるため、音波砲で動きを止めその間に超音波砲でトドメをさせるといったいわゆる2弾構えができる。このように使い分けと溜め撃ちという点では前者がSFC版『2』と後者がDS版と各々先駆けとなっている。
ミニコプタージャンプ降下中にAボタンを連打すると降下速度が緩やかになる。
透明薬一定時間ワギャン2世の体が透明になり、敵に触れてもミスにならなくなる。退治はできない。横から触れた場合は敵をすり抜けるが敵の上に乗る事はできる。

### 隠しフィーチャー
シリーズ全作に存在する。ある場所に音波砲を当てるとそこで反応が起こる場所があり、続けて撃ち続けるとワープホールや1UPパネルなどが出現する。
1UPパネル『ワギャンランド』および『ワギャンランド2』のみ登場する。取れば残り数が1つ増える。
ワープホール『ワギャンパラダイス』を除く全作にて登場。入った後の詳細は下記のとおり。
ボーナスゾーン
『ワギャンランド』および『ワギャンランド2』のみ。入った瞬間から一定時間オーバーチャージ状態で出てくる敵を倒すボーナスゲームである。なお『ワギャンランド2』のみ敵を全滅させることで3UPがもらえる。
ワープゾーン
『ワギャンランド』および『ワギャンランド2』のみ。入ることで別のエリアにワープができる。これを利用してある程度ショートカットすることができる。ただし『ワギャンランド』では数箇所、また『ワギャンランド2』にはラスト直前（『ワギャンランド』にもある）に1箇所だけ前のエリアへ戻される逆ワープゾーンがあり、遠回りになるがスーパーワギャナイザー（超音波砲）→タイムストッパー→ワギャコプター（電池）と、装備アイテム3種全て入手することも可能である。
裏エリアゾーン
『スーパーワギャンランド』『スーパーワギャンランド2』に登場する。通常進むエリアと対を成す存在で、こちらを進まないと入手できないアイテムなどが存在する。エリアによっては最後でボスとの対決もある。
隠れボスバトル
『スーパーワギャンランド』『スーパーワギャンランド2』および『ワギャンランド3』に登場する。入ったその場でボスとの対決が行われる。『ワギャンランド3』では入っただけで隠れているヒソピソ族を救出できる場合があり、この時は1UP電池が貰え、場合によっては複数個貰えることもある。
ハイパーキャンディ
『ワギャンパラダイス』のみ登場。一定時間無敵になり、体当たりで敵を弾き飛ばせる。

## 関連商品

### サウンドトラック
- 『ワギャンランド　オリジナルサウンドトラック』 2016年11月12日発売 株式会社シティコネクション（クラリスディスク）

ファミリーコンピュータ（FC）版『ワギャンランド』『2』『3』、スーパーファミコン（SFC）版『スーパー』『スーパー2』『パラダイス』、ゲームギア（GG）版『ワギャンランド』、ニンテンドーDS（DS）版『ちびっこワギャンの大きな冒険』8作品のオリジナル音源が4枚組で収録されている。DISC1がFC版『ワギャンランド』『2』『3』、DISC2がSFC版『スーパー』『スーパー2』、DISC3がSFC版『パラダイス』、DISC4がGG版とDS版といった収録構成となっている。